# Mecynargus tundricola
Mecynargus tundricola är en spindelart som beskrevs av Kirill Yeskov 1988. Mecynargus tundricola ingår i släktet Mecynargus och familjen täckvävarspindlar. Inga underarter finns listade i Catalogue of Life.